# Sebilj
La Sebilj es una fuente pública de madera y piedra en forma de kiosco, en Sarajevo, Bosnia y Herzegovina.
La Sebilj es una fuente de madera de estilo pseudomorisco (una sebil es un tipo de fuente pública del imperio otomano) en el centro de la plaza de Baščaršija, construida por Mehmed Pasha-Kukavica en 1753. Fue trasladada por el arquitecto checo Vitek Alexander en 1891. También es frecuentemente llamada "la plaza de la paloma".
Un proyecto multinacional de arte público colabortivo creó una réplica de la famosa fuente pública en Birmingham, utilizando técnicas tradicionales de diseño y artesanía de Bosnia y combinándolo con la tecnología digital moderna.